# Mole almendrado
El mole almendrado es uno de los moles clásicos de la gastronomía mexicana. Este mole tiene un origen mestizo, ya que combina ingredientes nativos como los chiles secos, las tortillas de maíz o el chocolate con ingredientes traídos durante el periodo colonial, como las pasitas, el plátano macho o, por supuesto, las almendras. El mole almendrado se suele encontrar a la venta en los mercados de México en formato de pasta. Es típico de los estados de Coahuila, Puebla y Oaxaca.
Es uno de los moles más famosos que se preparan en San Pedro Atocpan, un pueblo en el sur del Distrito Federal dedicado a la producción de mole y que tiene reconocimiento nacional por la calidad de los mismos.
En el mole almendrado se pueden guisar manitas de cerdo, pollo o res. Aunque incluye varios tipos de chiles, no es un mole especialmente picante. Los chiles varían de una receta a otra, aunque suele incluir una combinación de mulato y ancho, con pasilla, mora o morita y a veces chipotle. Su elaboración, como la de todos los moles, es laboriosa y dura varias horas. También se elabora de forma industrializada para venderse en supermercado, aunque el sabor es incomparable con el mole artesanal.